# Almohaja
Almohaja (aragónul Almofalla) település Spanyolországban, Teruel tartományban. Almohaja Alba, Pozondón, Ródenas és Peracense községekkel határos. Lakosainak száma 12 fő (2024).

## Népesség
A település lakosságának változását az alábbi diagram mutatja:
| Lakosok száma | 29   | 28   | 28   | 23   | 28   | 21   | 18   | 16   | 16   | 12   |
|               | 2001 | 2004 | 2007 | 2009 | 2012 | 2014 | 2017 | 2019 | 2022 | 2024 |